# چیس، بریتیش کلمبیا
چیس (به انگلیسی: Chase) یک روستا در کشور کانادا است که در بریتیش کلمبیا واقع شده‌است. جمعیت آن تقریباً ۳۱۲۴ نفر است و صنایع اصلی آن جنگلداری و گردشگری است.
این دریاچه در خروجی دریاچه شوسواپ کوچک، که سرچشمه رودخانه تامپسون جنوبی است، واقع شده‌است. چیس کریک که قبل از عبور از این روستا سه آبشار کوچک را از سر می‌گذراند، درست زیر خروجی دریاچه وارد جنوب تامپسون می‌شود.

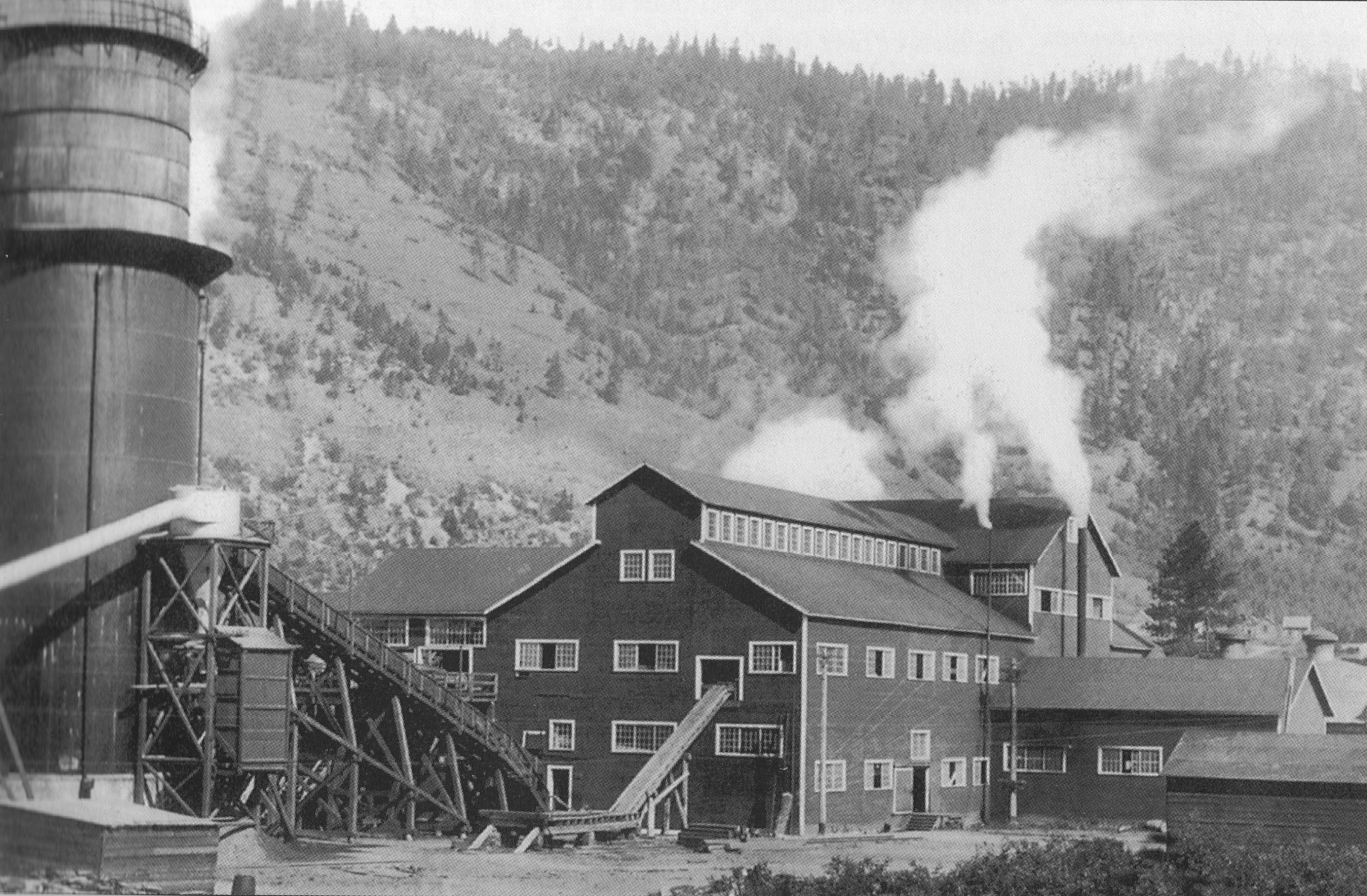
آسیاب چوب رودخانه آدامز، ۱۹۱۹